# Murchison (Mondkrater)
Murchison ist ein Einschlagkrater auf der Mondvorderseite am nördlichen Rand des Sinus Medii, östlich der Kraters Pallas, der seinen Wall teilweise überlagert, und westlich von Triesnecker (Mondkrater).
Der Kraterwall ist sehr stark erodiert und teilweise eingeebnet, das Innere ist, vor allem im Nordosten, relativ eben.
| Buchstabe | Position         | Durchmesser | Link |
| --------- | ---------------- | ----------- | ---- |
| T         | 4,43° N, 0,07° O | 3 km        |      |

Der Krater wurde 1935 von der IAU nach dem britischen Paläontologen Roderick Murchison offiziell benannt.